# Megalorhipida leucodactyla
Megalorrhipida leucodactyla là một loài bướm đêm thuộc họ Pterophoridae. 

## Hình ảnh

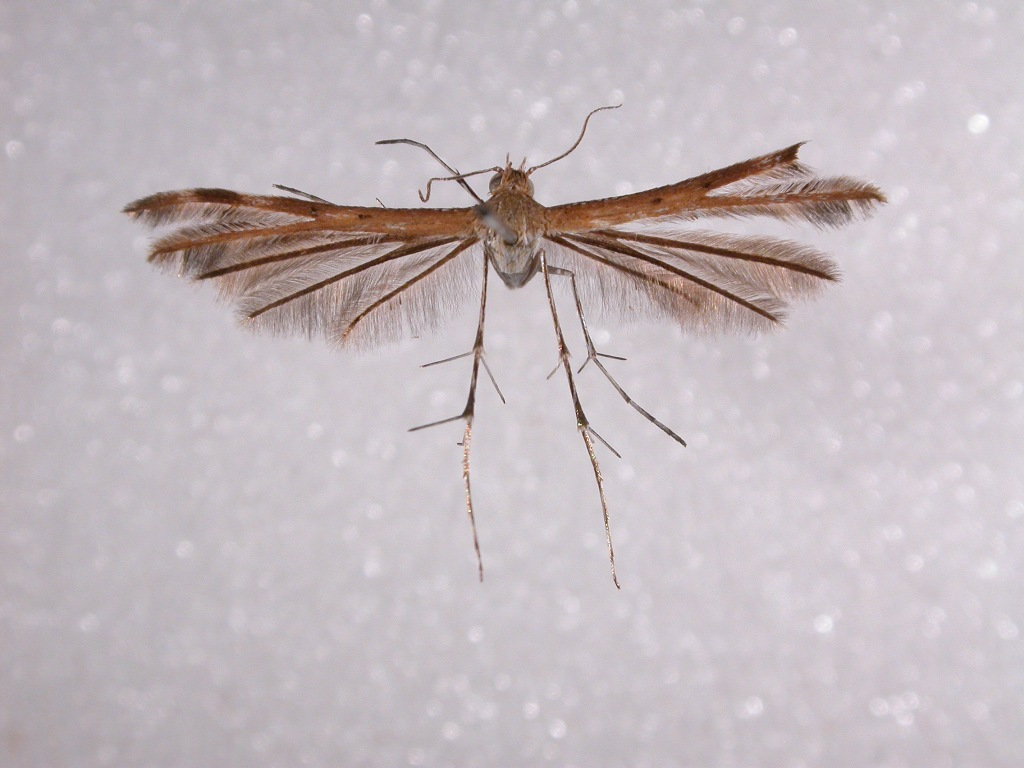
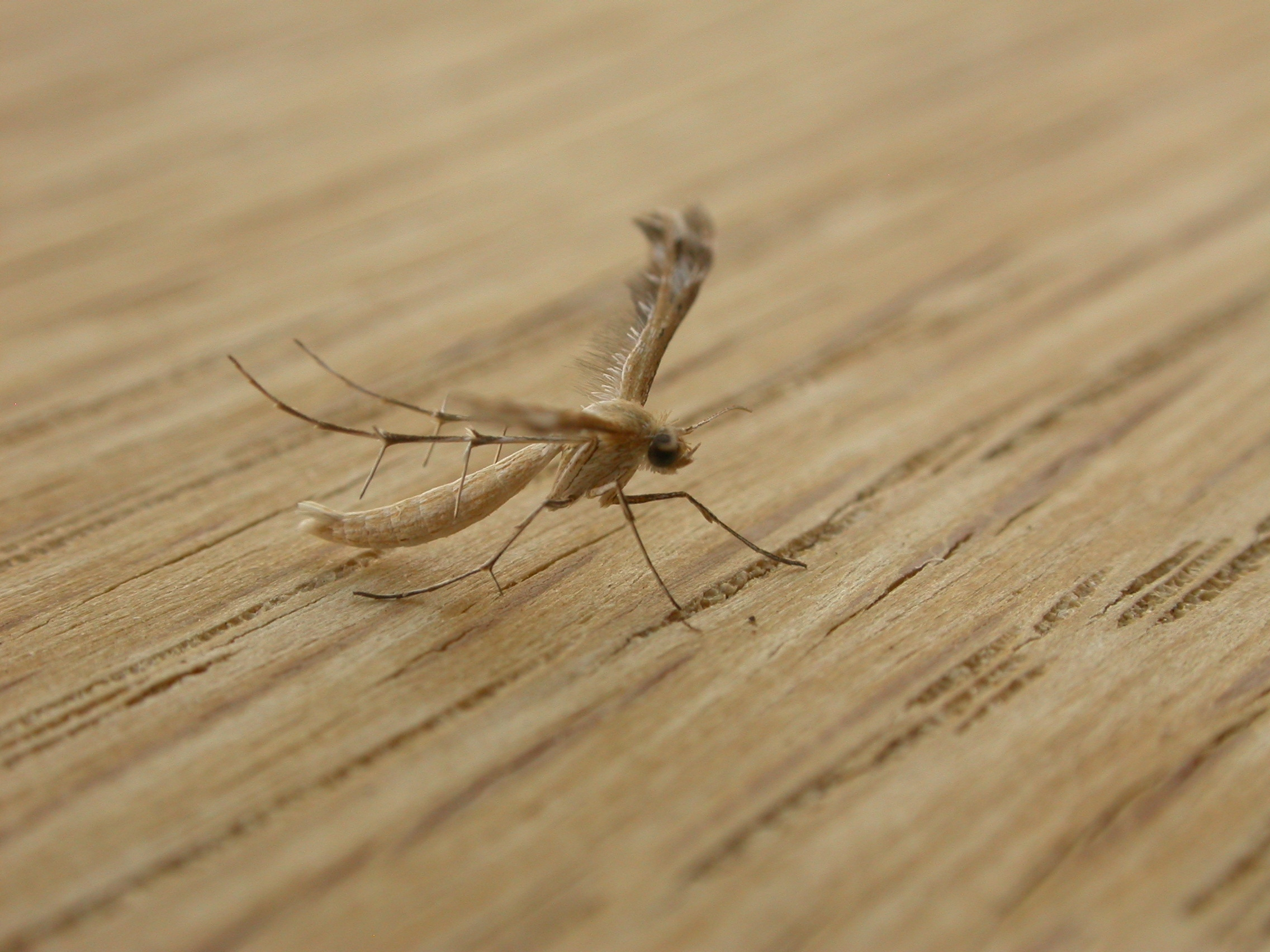
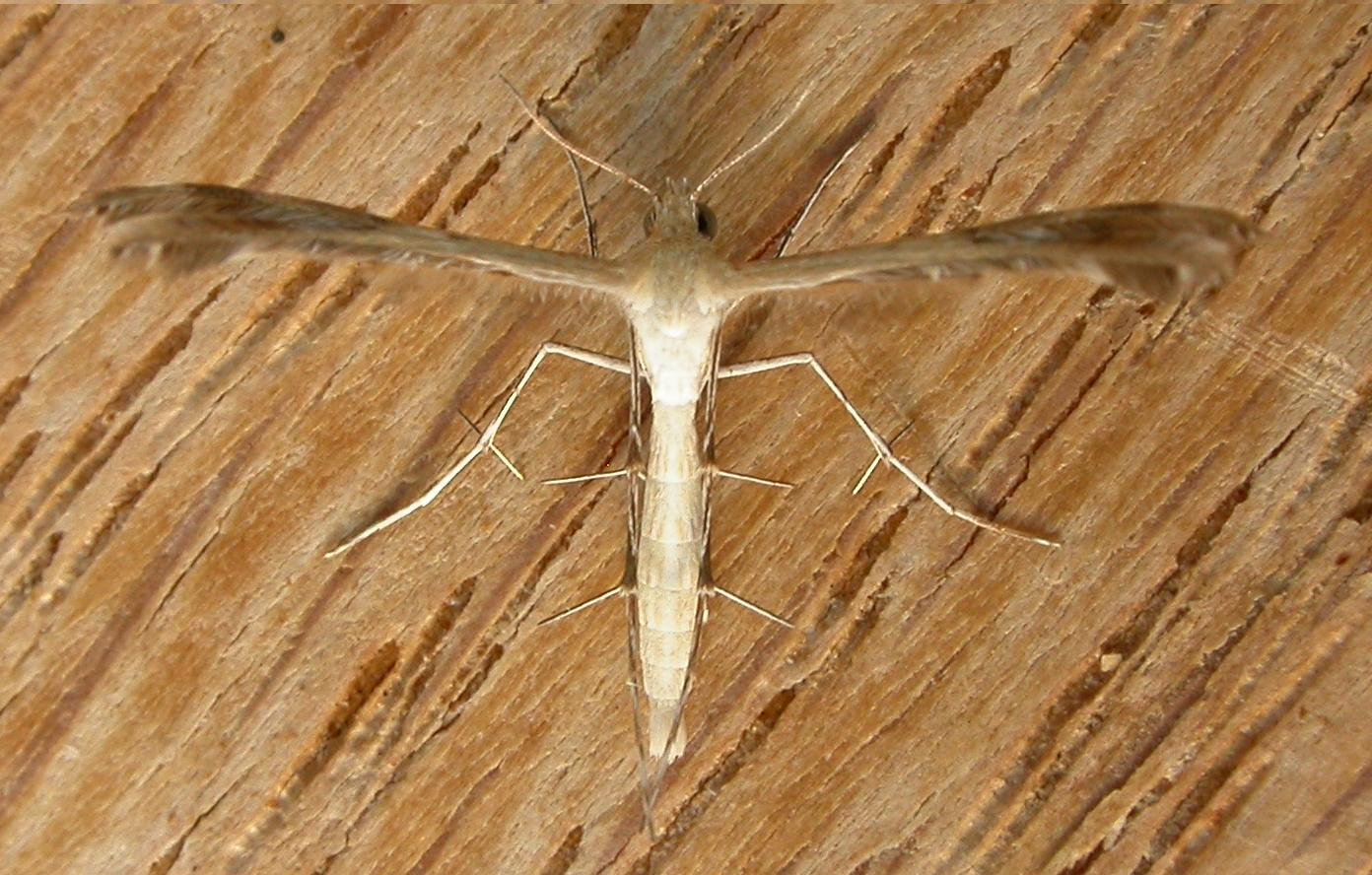